# ドイツ国際モーターショー
ドイツ国際モーターショー（Internationale Automobil-Ausstellung、IAA）は、ドイツで開催される世界最大級のモーターショー。ドイツ自動車工業会 (VDA) が主催している。
IAAには乗用車ショーと商用車ショーの2種類がある。1991年以前は開催地がフランクフルトのみであったが、1992年以降、偶数年にはハノーファーで商用車ショーを、奇数年にはフランクフルトで乗用車およびバイクのショーをそれぞれ開催するようになった。特に乗用車ショーは開催地名から「フランクフルトモーターショー」という名で知られていた。
2019年まではメッセ・フランクフルトにて乗用車ショーが開催されていたが、2021年からはメッセ・ミュンヘンに会場が移された。これに伴い乗用車ショーが「IAAモビリティ(IAA MOBILITY)」、商用車ショーが「IAAトランスポーテーション(IAA TRANSPORTATION)」に改名された。商用車ショーはこれまで通りハノーファで開催される。
国際的にも大きな自動車展示会であるため、国際自動車工業連合会 (OICA) が日程を決めている。

## 歴史

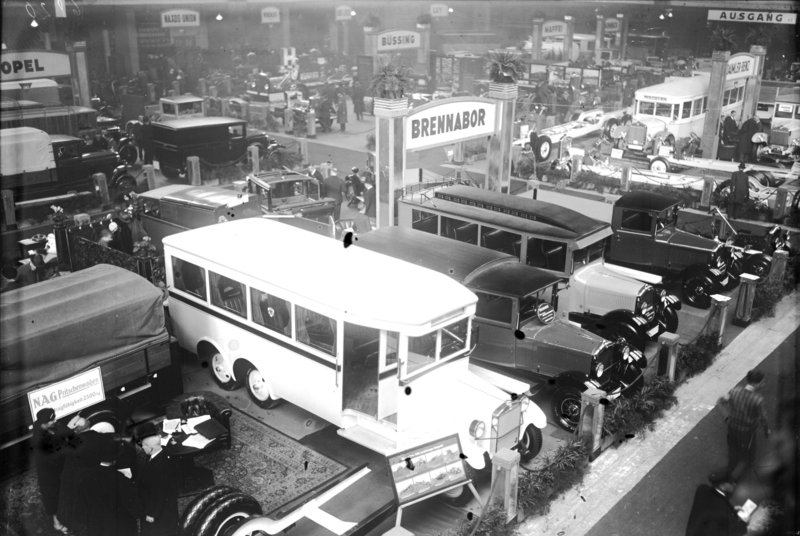
フランクフルトモーターショーの前身としてベルリンで開催されていた自動車展示会（1928年）

- 1897年 - ベルリンのホテル・ブリストルで最初の展示会を開催。
- 1923年 - ディーゼルエンジン搭載トラックが出展される。
- 1921年〜1926年 - 第一次世界大戦のため、国内展示会となった。
- 1939年 - 第二次世界大戦勃発直前、後にビートルと呼ばれるようになるフォルクスワーゲンが出展された。
- 1950年 - 戦後初の開催。
- 1951年 - 開催地をフランクフルトに変更。
- 1965年 - 初めて日本車が出展される。
- 1971年 - 政治介入によって中止される（オイルショックの影響を考慮し、乗用車購入を抑えるため）。
- 1975年 - 来場者数が約80万人となる[1]。
- 2003年 - 本田技研工業が初の自社製ディーゼルターボであるN型エンジン（2.2 L i-CDTi）を搭載したアコードツアラーを出展。
- 2007年 - スバルが水平対向ディーゼルエンジンスバル・EE20を出展。
- 2021年 - 乗用車ショーの会場がフランクフルトからミュンヘンに変更。

## 2005年

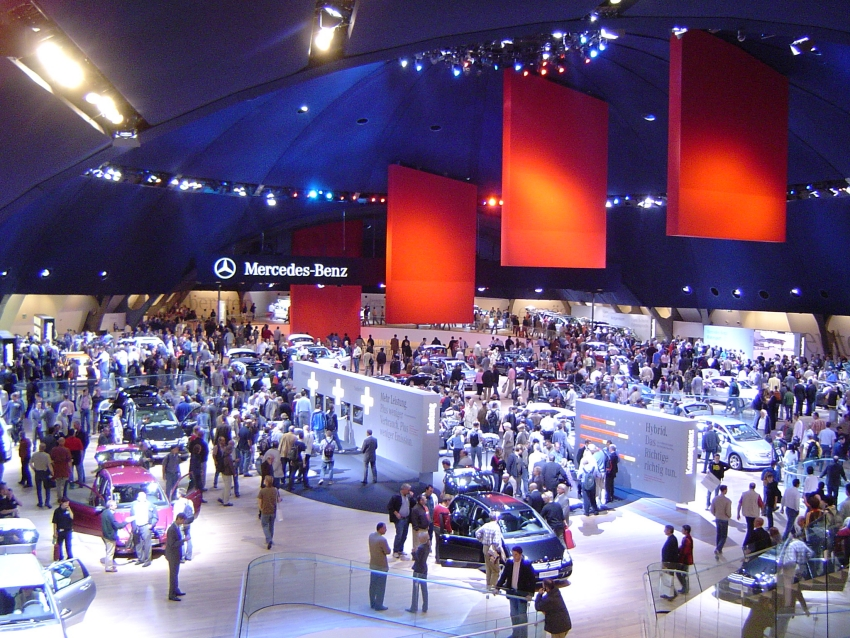
2005年
メルセデス・ベンツパビリオン

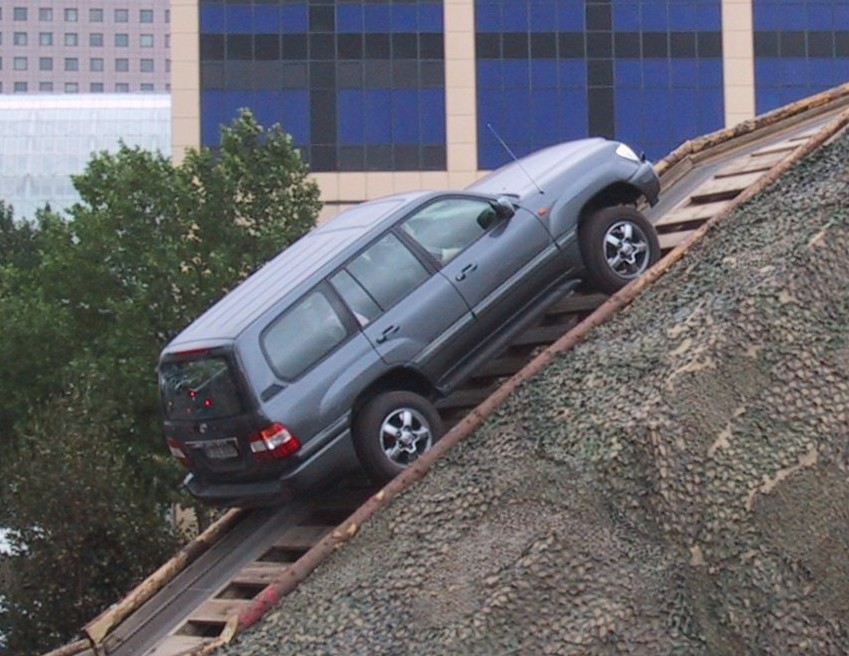
2005年
トヨタ・ランドクルーザーの登坂デモ

2005年のショーには約94万人が来場した。このショーで新型がお披露目となった主な車種を以下に示す。
- アウディ・Q7
- デイムラー・スーパーエイト
- ホンダ・シビック
- ジャガー・XK
- メルセデス・ベンツ・Sクラス (W221)
- プジョー・407クーペ
- ポルシェ・ケイマン
- ルノー・クリオ
- サーブ・9-5
- フォルクスワーゲン・イオス
- フォルクスワーゲン・ゴルフ R32
- ボルボ・C70

また、以下のようなコンセプトカーが展示された。
- BMW・Z4 クーペ・コンセプト
- ジープ・パトリオット
- メルセデス・ベンツ・R 63 AMG
- オペル・アンタラ GTC

## 2007年

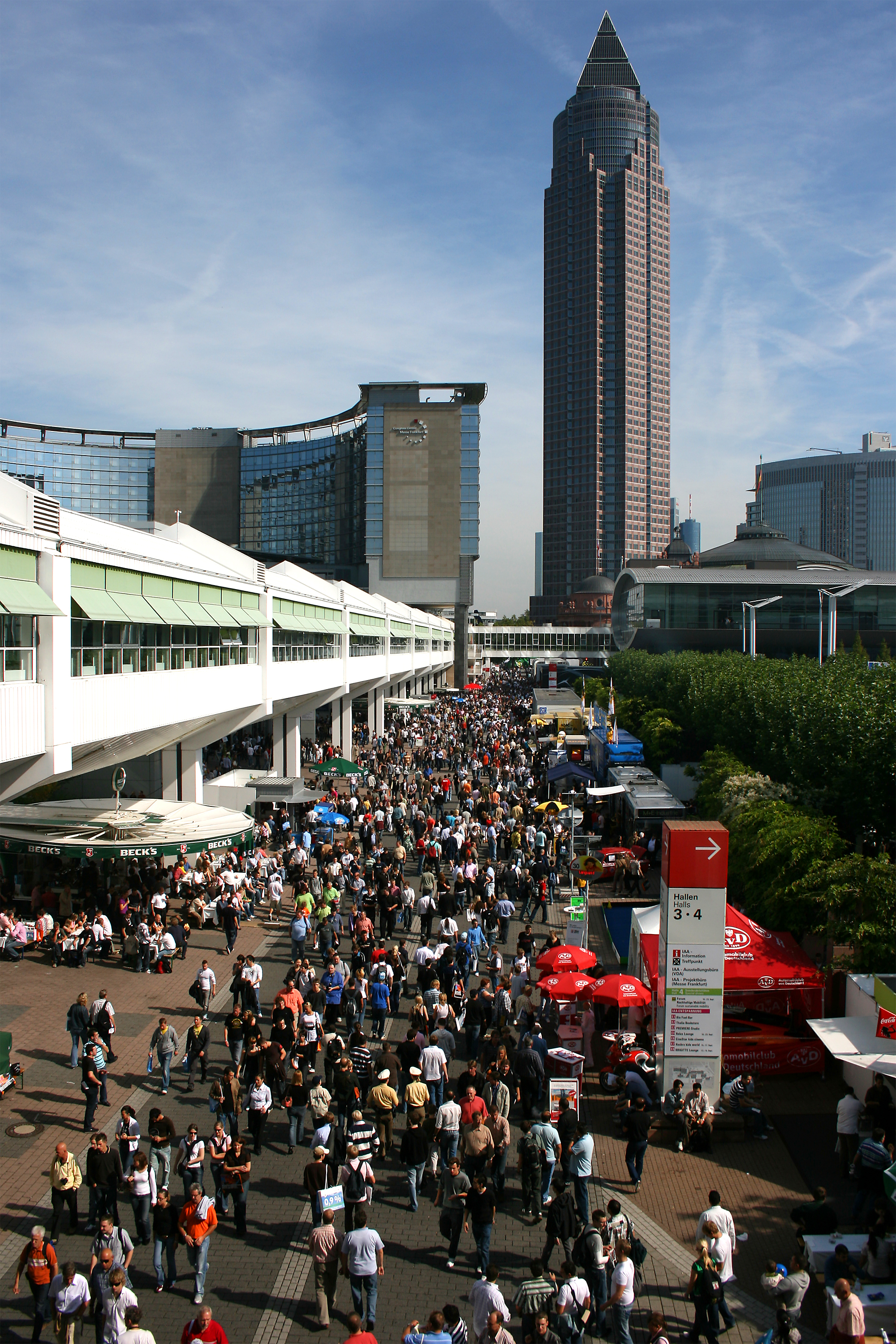
2007年
会場となるフランクフルト・トレード・フェア（メッセ）
後方はメッセタワー。

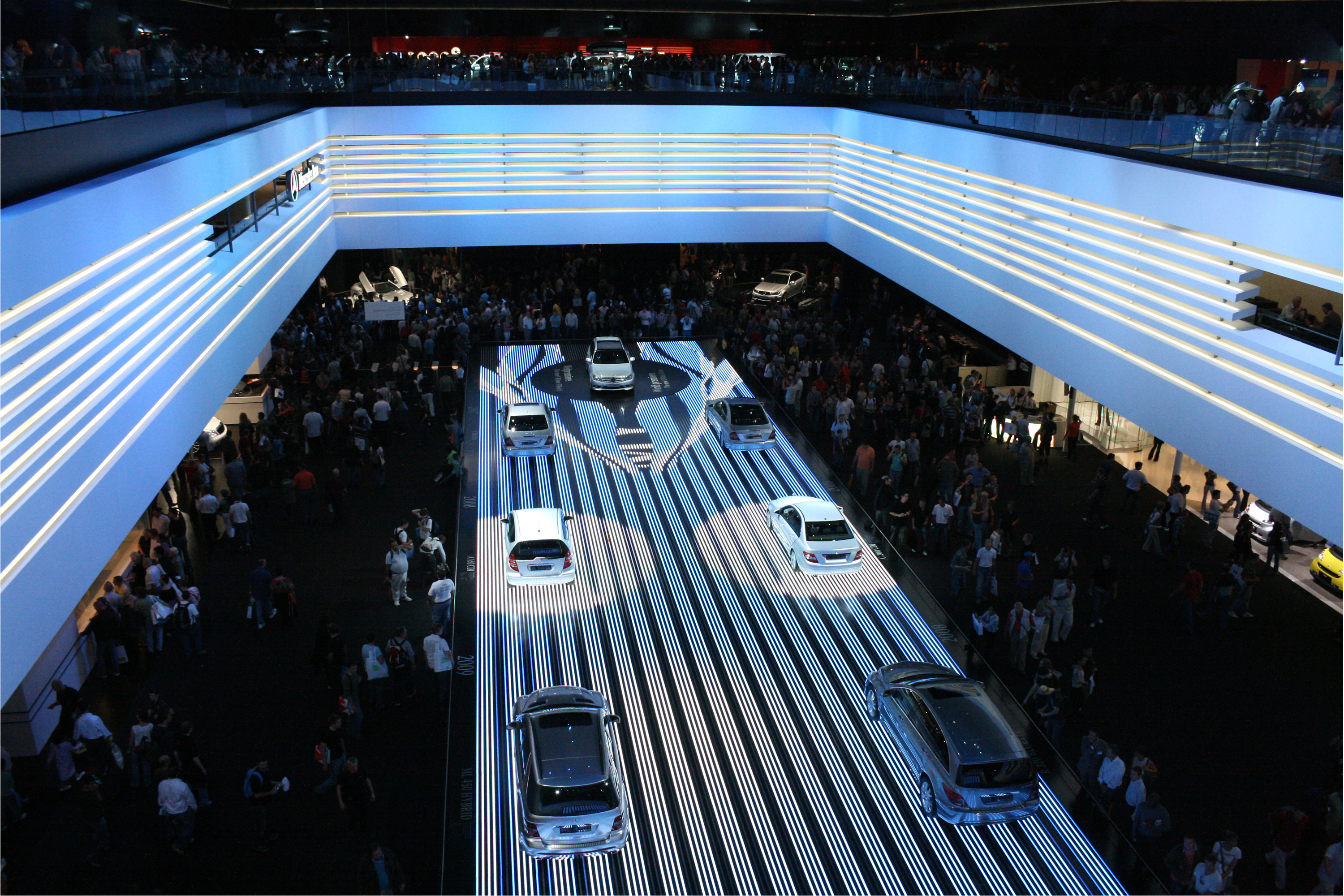
2007年
メルセデス・ベンツパビリオン

2007年フランクフルトモーターショーのテーマは sustainable mobility（持続可能なモビリティ）だった。お披露目となった主な車種は以下の通り。
- アストンマーティン・DBSV12
- アストンマーティン・V8ヴァンテージN400
- アストンマーティン・DB9LM
- アウディ・A4
- アウディ・A8
- ベントレー・コンチネンタルGTスピード
- BMW・1シリーズクーペ
- BMW・6シリーズ
- BMW・M3クーペ
- BMW・X6
- キャデラック・BLSワゴン
- シトロエン・C5
- ダッジ・ジャーニー
- フェラーリ・F430スクーデリア
- フォード・フォーカス
- ジャガー・XF
- キア・シード
- ランボルギーニ・レヴェントン
- マツダ・アテンザ
- メルセデス・ベンツ・MクラスML450ブルーテックハイブリッド
- メルセデス・ベンツ・SクラスS400ブルーテック
- ミニ・クラブマン
- オペル・アギーラ
- プジョー・207SWエステート
- プジョー・308
- ポルシェ・911GT2（997型）
- ポルシェ・カイエンGTS
- ルノー・クリオエステート
- ルノー・ラグナ
- サーブ・9-3ターボX XWD
- スズキ・スプラッシュ
- シュコダ・ファビア[3]

### 2007年フランクフルトモーターショーでのハイブリッド車
2007年のフランクフルトモーターショーでは、ヨーロッパのメーカーがハイブリッドカーや電気自動車に一層興味を示していることが明らかになった。例えば、メルセデス・ベンツはハイブリッドカーを7車種出展した。
ゼネラルモーターズの一部門であるオペルは、プラグインハイブリッドカーフレックストリームを出展した。またオペル・コルサのハイブリッド版も出展している。
フォード・モーターの一部門であるボルボ・カーズは、車輪ごとにモーターを配したプラグインハイブリッドカーを出展した。
シトロエンは、ディーゼル・エレクトリック方式のハイブリッドカーを出展した。

## 2009年
2009年のテーマは一言でまとめれば「電化」であり、ほとんど全てのメーカーが最新バッテリー技術を採用した自動車を出展していた。
2009年のショーでお披露目となった新型は以下の通り。

### 量産車
- アルファロメオ・ミトクワドリフォリオ・ヴェルデ
- 2010 アウディ・A5スポーツバック
- 2010 アウディ・R8スパイダー
- 2010 ベントレー・ミュルサンヌ
- 2010 BMW・5シリーズグランツーリスモ
- 2010 BMW・7シリーズ740d
- 2010 BMW・X6アクティブハイブリッド
- 2010 BMW・7シリーズアクティブハイブリッド
- ブガッティボルドー
- シトロエン・C3
- 2010 ダッジ・キャリバー
- 2010 フェラーリ・458イタリア
- フィアット・500アバルトbyフェラーリ
- フィアット・プントエヴォ
- フィアット・プント・スーパースポーツ
- 2010 ホンダ・CR-V
- 2010 ヒュンダイ・i10エレクトリック
- 2010 ヒュンダイ・i30
- 2010 ヒュンダイ・ix35
- 2010 ジャガー・XJ
- 2010 ケーニグセグ CCXRトレヴィータ
- 2010 キア・シード
- 2010 キア・ソレント
- キア・シードハイブリッド
- キア・ソレントハイブリッド
- 2010 ランボルギーニ・レヴェントンロードスター
- ロータス・エリーゼクラブレーサー[5]
- 2011 マセラティ・グランカブリオ
- マツダ・CX-7
- 2010 メルセデス・ベンツ・Eクラスエステート
- 2010 オペル・アストラ
- 2010 プジョー・RCZ
- 2010 プジョー・5008
- 2011 プジョー・iOn
- 2010 ポルシェ・911スポーツクラシック、ターボ、GT3カップ、GT3RS
- 2010 ポルシェ・パナメーラ （ヨーロッパデビュー）
- ランドローバー・レンジローバースポーツ
- ロールス・ロイス・ゴースト
- 2010 サーブ・9-5
- シュコダ・スペルブエステート
- 2010 スバル・レガシィ （ヨーロッパデビュー）
- 2010 スバル・レガシィアウトバック （ヨーロッパデビュー）
- 2010 トヨタ・ランドクルーザープラド
- 2010 フォルクスワーゲン・ゴルフブルーモーション
- 2010 フォルクスワーゲン・パサートブルーモーション
- 2010 フォルクスワーゲン・ポロ3ドア
- 2011 ボルボ・C30
- 2011 ボルボ・C70
- 2010 ボルボ・XC60Rデザイン

### コンセプトカー
- レクサス・LF-Ch[6]
- マツダ・ロードスタースーパーライト
- メルセデス・ベンツ・Sクラスプラグインハイブリッド版
- ミニ・クーペ[7]
- ミニ・ロードスター
- ルノー・フルエンスZ.E. [8][9][10]
- ルノー・カングー Z.E. [9][10]
- トヨタ・オーリスハイブリッド版
- トヨタ・プリウスプラグインハイブリッド版

## 2011年
- 2011年の第64回IAAは、2011年9月15日から25日まで開催。13日と14日は報道向けの公開[11]。

## 2019年
ダイムラー・ベンツ、BMWといったドイツ勢が大幅に出展スペースを減らしたほか、GM、PSA、FCA、トヨタ自動車などの日本メーカー各社（ホンダを除く）が軒並み出展そのものを取りやめた。

## 2021年
会場がミュンヘンに変更されてから初の開催となる。EUの自動車市場を反映してCASEがテーマの中心となっただけでなく、自動車を含めたモビリティ全体に焦点を当てるなど、コンセプト自体にも変更が見られた。
一方で参加社数は744社と2019年の800社を下回り、2019年に引き続きGM、ステランティス勢は不参加だった。2019年に出展したホンダも参加を取りやめ、日本勢の参加は無かった。